# Altbundespräsident
Als Altbundespräsident wird in Deutschland und Österreich ein Bundespräsident nach dem Ausscheiden aus dem Staatsamt bezeichnet.

## Deutschland
Als ehemaliges Staatsoberhaupt hat er lebenslang Anspruch auf die vollen Amtsbezüge aus der Amtszeit („Ehrensold“) sowie auf ein eigenes Büro und Dienstwagen.
In Deutschland wird der Bundespräsident nach dem Ausscheiden aus dem Amt entgegen weit verbreiteter Meinung nicht mehr mit dem Titel „Herr Bundespräsident“ angesprochen. Die korrekte Anrede nach dem Inlandsprotokoll der Bundesregierung lautet schlicht auf Herr (akad. Grad) Familienname – unterscheidet sich also nicht von der gebräuchlichen, höflichen Ansprache für jede andere Person. Im Schriftverkehr und in Ankündigungen ist es üblich, dem Namen des Altbundespräsidenten den Zusatz „Bundespräsident a. D.“ hinzuzufügen, allerdings wird dieser Zusatz nicht zur direkten Anrede, sondern nur zur Bezeichnung (z. B. im Adressfeld) verwendet.
Altbundespräsident ist eine nicht offizielle, umgangssprachliche Bezeichnung. Derzeit (Stand: Februar 2025) gibt es in Deutschland zwei „Altbundespräsidenten“: Christian Wulff und Joachim Gauck.
Siehe auch: lebende Bundespräsidenten Deutschlands.

## Österreich
Österreich hat mit Heinz Fischer (seit 8. Juli 2016) einen lebenden ehemaligen Bundespräsidenten. Ansonsten gab es von den seit 1945 amtierenden Bundespräsidenten mit Rudolf Kirchschläger (1986–2000) und Kurt Waldheim (1992–2007) nur zwei Altbundespräsidenten. Alle anderen früheren Staatsoberhäupter der Zweiten Republik sind während ihrer Amtszeit verstorben, zuletzt Thomas Klestil im Jahr 2004.

## Schweiz
Da in der Schweiz die Funktion des Bundespräsidenten unter den Bundesräten im Turnus alljährlich neu vergeben wird (primus inter pares), gibt es keinen Altbundespräsidenten in dem Sinne. Zurückgetretene oder nicht wiedergewählte Bundesräte haben in Gegensatz dazu Anspruch auf eine Rente und gewisse Privilegien.